# Вудленд-Крі 228
Вудленд-Крі 228 (англ. Woodland Cree 228) — індіанська резервація в Канаді, у провінції Альберта, у межах муніципального району Нортерн-Санрайз.

## Населення
За даними перепису 2016 року, індіанська резервація нараховувала 150 осіб, показавши зростання на 4,9%, порівняно з 2011-м роком. Середня густина населення становила 3,9 осіб/км².
З офіційних мов обидвома одночасно не володів жоден з жителів, тільки англійською — 150. Усього 60 осіб вважали рідною мовою не одну з офіційних, з них усі — одну з корінних мов.
Працездатне населення становило 47,4% усього населення, рівень безробіття — 33,3%.

## Клімат
Середня річна температура становить 1°C, середня максимальна – 21,2°C, а середня мінімальна – -23°C. Середня річна кількість опадів – 432 мм.
| Клімат поселення                              | Клімат поселення | Клімат поселення | Клімат поселення | Клімат поселення | Клімат поселення | Клімат поселення | Клімат поселення | Клімат поселення | Клімат поселення | Клімат поселення | Клімат поселення | Клімат поселення | Клімат поселення |
| Показник                                      | Січ.             | Лют.             | Бер.             | Квіт.            | Трав.            | Черв.            | Лип.             | Серп.            | Вер.             | Жовт.            | Лист.            | Груд.            |                  |
| Середній максимум, °C                         | −10,19           | −5,02            | 0,39             | 9,16             | 15,50            | 19,83            | 21,18            | 19,90            | 14,70            | 8,78             | −1,81            | −8,65            |                  |
| Середня температура, °C                       | −16,61           | −11,42           | −6,02            | 2,72             | 9,10             | 13,41            | 15,50            | 14,26            | 9,02             | 3,12             | −7,46            | −14,29           |                  |
| Середній мінімум, °C                          | −23              | −17,84           | −12,43           | −3,68            | 2,70             | 7,00             | 9,86             | 8,60             | 3,40             | −2,52            | −13,1            | −19,94           |                  |
| Норма опадів, мм                              | 27               | 20               | 18               | 19               | 37               | 71               | 73               | 53               | 41               | 25               | 25               | 23               |                  |
| Середньомісячна швидкість вітру, м/с          | 3.40             | 3.47             | 3.50             | 3.60             | 3.60             | 3.48             | 2.98             | 3.00             | 3.40             | 3.80             | 3.40             | 3.40             |                  |
| Середньомісячна сонячна радіація, кДж/м²·день | 2549             | 5737             | 11208            | 16809            | 20352            | 21747            | 21219            | 17243            | 11250            | 6105             | 2858             | 1758             |                  |
| --------------------------------------------- | ---------------- | ---------------- | ---------------- | ---------------- | ---------------- | ---------------- | ---------------- | ---------------- | ---------------- | ---------------- | ---------------- | ---------------- | ---------------- |
| Джерело:                                      |                  |                  |                  |                  |                  |                  |                  |                  |                  |                  |                  |                  |                  |